# Município de Dysartsville (condado de McDowell, Carolina do Norte)
O município de Dysartsville (em inglês: Dysartsville Township) é um localização localizado no  condado de McDowell no estado estadounidense da Carolina do Norte. No ano 2010 tinha uma população de 3.450 habitantes.

## Geografia
O município de Dysartsville encontra-se localizado nas coordenadas 35° 35′ 54,45″ N, 81° 52′ 12,37″ O.